# Poduri (okręg Vrancea)
Poduri – wieś w Rumunii, w okręgu Vrancea, w gminie Valea Sării. W 2011 roku liczyła 256
mieszkańców.